# Fasciolariidae
Fasciolariidae zijn een familie van slakken (Gastropoda) uit de clade Neogastropoda.

## Taxonomie
De familie kent de volgende onderverdeling:
- Onderfamilie Fasciolariinae
- Onderfamilie Fusininae
- Onderfamilie Peristerniinae